# Haplogroupe O

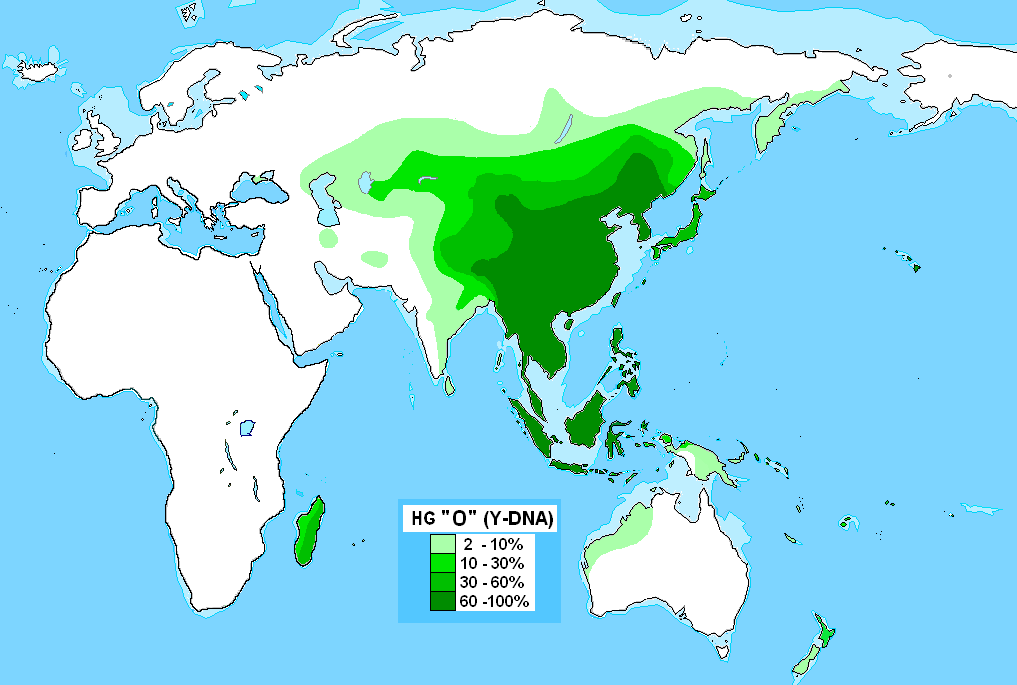
Distribution de l'haplogroupe O de l'ADN-Y.

En génétique humaine, l’haplogroupe O, également connu sous le nom de O-M175 est un haplogroupe du chromosome Y. On le trouve principalement parmi les populations d'Asie du Sud-Est et d'Asie de l'Est. On le trouve également dans divers pourcentages des populations de l'Extrême-Orient russe, de l'Asie du Sud, de l'Asie centrale, du Caucase, de la Crimée, de l'Ukraine, de l'Iran, de l'Océanie, de Madagascar et des Comores. L'haplogroupe O est un descendant primaire de l'haplogroupe NO-M214.
L'haplogroupe O-M175 est très courant chez les hommes de Chine, de Corée et d'Asie du Sud-Est. Il a deux branches principales : O1 (O-F265) et O2 (O-M122). O1 se trouve à des fréquences élevées chez les mâles originaires d'Asie du Sud-Est, de Taïwan, du Japon, de la péninsule coréenne, de Madagascar et de certaines populations du sud de la Chine et des locuteurs austroasiatiques de l'Inde. Elle est élevée dans les populations mélanésiennes des îles Salomon et des Moluques, et présente des fréquences significatives à élevées dans certaines populations de Papous et de Papouasie-Nouvelle-Guinée.
L'O2 se trouve à des niveaux élevés parmi les Chinois Han, les populations tibéto-birmanes (dont beaucoup de celles du Yunnan, du Tibet, de Birmanie, du nord-est de l'Inde et du Népal), les Mandchous, les Mongols, les Coréens, les Vietnamiens, les Malais, les Indonésiens, les Philippins autochtones, les Thaïs, les Polynésiens, les Timorais de l'Est, les Bruneians, le peuple Miao, les Hmong, la tribu Naiman des Kazakhs au Kazakhstan, des Kazakhs dans le sud-est de la République de l'Altaï, et Kazakhs dans la région d'Ili au Xinjiang.

## Origine
L'haplogroupe O-M175 est un haplogroupe descendant de l'haplogroupe NO-M214, et est apparu pour la première fois selon différentes théories soit en Asie du Sud-Est ou en Asie de l'Est il y a environ 40 000 ans (ou entre 31 294 et 51 202 ans selon Karmin et al. 2015),.
L'haplogroupe O-M175 est l'une des deux branches du NO-M214. L'autre est l'haplogroupe N, qui est commun dans toute l'Eurasie du Nord.
Son sous-clade, l'haplogroupe O1a-M119 est dominant dans les populations de langues austronésiennes des îles d'Asie du Sud-Est, mais rare dans les populations de langue austronésienne des îles du Pacifique. Des études ont montré que l'haplogroupe O1a est l'une des lignées paternelles des populations de langue han, taï-kadaï et austronésienne. Il s’est répandu dans le sud-ouest de la Chine et à Taiwan entre 4 500 et 6 000 ans. Les populations de Chine méridionale de l'haplogroupe O1a présentent un âge relativement jeune, suggérant d'anciennes migrations du nord de la Chine vers le sud de la Chine via la route du nord.
Le spécimen le plus ancien connu appartenant à l’haplogroupe O provient du site archéologique de Liangdao, situé sur l’île Liang, au large de la province du Fujian, en Chine. Cet individu, surnommé « Liangdao Man », a été daté d’environ 8 000 ans avant le présent. L’analyse génétique a révélé qu’il appartenait à l’haplogroupe O-M119, spécifiquement à la branche O-CTS5726. L’haplogroupe O-M119 est particulièrement fréquent chez les aborigènes de Taïwan. La découverte de cet haplogroupe chez le Liangdao Man suggère une présence ancienne de ces lignées dans la région côtière du sud-est de la Chine..

## Distribution
Cet haplogroupe apparaît dans 80 à 90 % de la plupart des populations d'Asie de l'Est et d'Asie du Sud-Est, et il est presque exclusif à cette région : M175 est presque inexistant en Sibérie occidentale, en Asie occidentale, en Europe, dans la majeure partie de l'Afrique et dans les Amériques, où la présence peut être le résultat de migrations récentes. Cependant, certaines sous-clades de l'haplogroupe O-M175 atteignent des fréquences significatives parmi certaines populations d'Asie centrale, d'Asie du Sud et d'Océanie. Par exemple, une étude l'a trouvé à un taux de 65,81 % chez les Naimans, une tribu du Kazakhstan, même si le taux chez les Kazakhs en général n'est estimé qu'à environ 9 % (Wells et al. 2001). Il est estimé que 25% de la population masculine entière du monde porte O-M175,. Karafet et al. (2015) attribuent l'ADN-Y de 46,2% (12/26) d'un échantillon de Papous de l'île de Pantar à l'haplogroupe NO-M214 ; compte tenu de leur emplacement dans l'archipel malais, tous ou la plupart de ces individus devraient appartenir à l'haplogroupe O-M175.
En Chine, l'haplogroupe prédominant des Hans, des Hui, des Mongols et des Yi est l'haplogroupe O-M175, avec des fréquences différentes dans ces quatre populations (Han : 80 %, Yi : 58,3 %, Hui : 47,4 % et Mongols : 36,5  %).
Une association avec la propagation des langues austronésiennes à la fin de l'Antiquité est suggérée par des niveaux significatifs d'O-M175 parmi les populations insulaires du Pacifique Sud et de l'océan Indien, y compris le littoral est-africain. Par exemple, l'haplogroupe O-M50 a même été trouvé dans les populations de langue bantoue des Comores le long de 6% de O-MSY2.2 (xM50), tandis que O-M50 et O-M95 (xM88) se produisent couramment parmi les Malgaches de Madagascar avec une fréquence combinée de 34%,. O-M175 est trouvé chez 28,1% des habitants des îles Salomon de Mélanésie. 12 % des Ouïghours (Wells et al. 2001), 6,8 % de Kalmouks (17,1 % de Khoshuud, 6,1 % de Dörwöd, 3,3 % de Torguud, 0 % de Buzawa), 6,2 % d'Altaïens (Kharkov et al. 2007), 4,1% d'Ouzbeks en moyenne mais Ouzbeks de Boukhara 12,1%, Karakalpaks (Ouzbékistan) 11,4%, Sinte (Ouzbékistans) 6,7% (Wells et al. 2001)    et 4,0% de Bouriates. Dans la région du Caucase on le retrouve chez les Nogais 6% mais 5,3% chez les Karan Nogais, on le retrouve également chez les locuteurs Dargins de Dargwa à 2,9%. Dans la population iranienne, on la retrouve en Iranien (Ispahan) à 6,3% (Wells 2001), 8,9% de Tadjiks en Afghanistan 4,2% dans les Pathans au Pakistan (Firasat 2007) mais 1% en Afghanistan (Borkar 2011), 3,1% à Burusho (Firasat 2007).
L'haplogroupe O-M175 varie dans diverses fréquences modérées à élevées dans les minorités ethniques d'Afrique du Sud. La fréquence de cet haplogroupe est de 6,14% dans la population de couleur du Cap. 18% chez les musulmans de couleur du Cap, 38% chez les musulmans indiens du Cap et 10% dans les autres musulmans du Cap. On le retrouve à 11,5% dans le créole réunionnais. L'haplogroupe O-M175 est trouvé en Amérique latine et dans les Caraïbes à la suite d'une migration massive des hommes chinois à partir du 19e siècle. Il est trouvé chez les Jamaïcains à 3,8, Cubains 1,5%
L'haplogroupe O-M175 est trouvé chez 88,7% des Américains d'origine asiatique. 1,6% chez les Hispaniques américains, 0,5% chez les Blancs américains et 0,3% chez les Afro-américains. Une autre étude donne 0,5% d'afro-américains.
| Haplogroupes du chromosome Y (Y-ADN) |                                          |   |   |    |    |    |    |    |   |     |     |     |     |    |    |    |    |     |     |     |    |    |   |
|                                      | Plus récent ancêtre patrilinéaire commun |   |   |    |    |    |    |    |   |     |     |     |     |    |    |    |    |     |     |     |    |    |   |
|                                      | A                                        |   |   |    |    |    |    |    |   |     |     |     |     |    |    |    |    |     |     |     |    |    |   |
|                                      |                                          |   |   | BT |    |    |    |    |   |     |     |     |     |    |    |    |    |     |     |     |    |    |   |
|                                      |                                          | B | B | B  | CT | CT |    |    |   |     |     |     |     |    |    |    |    |     |     |     |    |    |   |
|                                      |                                          |   |   | DE | DE | CF | CF | CF |   |     |     |     |     |    |    |    |    |     |     |     |    |    |   |
|                                      |                                          |   | D | E  |    | C  | C  | F  | F | F   |     |     |     |    |    |    |    |     |     |     |    |    |   |
|                                      |                                          |   |   |    |    |    | G  | H  | H | IJK | IJK | IJK | IJK |    |    |    |    |     |     |     |    |    |   |
|                                      |                                          |   |   |    |    |    |    |    |   | IJ  | K   | K   | K   | K  | K  | K  |    |     |     |     |    |    |   |
|                                      |                                          |   |   |    |    |    |    |    | I | J   |     |     | LT  | K2 | K2 | K2 | K2 | K2  | K2  |     |    |    |   |
|                                      |                                          |   |   |    |    |    |    | I1 |   |     |     | L   | T   |    | MS | MS | MS | MS  | P   | P   | P  | NO |   |
|                                      |                                          |   |   |    |    |    |    |    |   |     |     |     |     |    | M  | S  |    | Q   | R   | R   |    | N  | O |
|                                      |                                          |   |   |    |    |    |    |    |   |     |     |     |     |    |    |    |    |     | R1  | R1  | R2 |    |   |
|                                      |                                          |   |   |    |    |    |    |    |   |     |     |     |     |    |    |    |    | R1a | R1a | R1b |    |    |   |
|                                      |                                          |   |   |    |    |    |    |    |   |     |     |     |     |    |    |    |    |     |     |     |    |    |   |